# Petrovac (Bosnia ed Erzegovina)
Petrovac (in serbo Петровац) è un comune della Republika Srpska, in Bosnia ed Erzegovina, con 367 abitanti al censimento 2013.
Petrovac venne creata dalla piccola parte (137 km²) del comune pre-bellico di Bosanski Petrovac (853 km²) che in seguito agli Accordi di Dayton è amministrata dalla Republika Srpska. La sede comunale è nel villaggio di Drinić.
Petrovac è un comune rurale, formato dai villaggi di  Bunara, Drinić e Podsrnetica. Confina con il comune di Bosanski Petrovac (FBiH) a nord e ad ovest, con Ribnik e Istočni Drvar ad est e con Drvar a sud. È lambito dai fiumi Una, Sana e Unca.